# Клан Мейтленд

Герб вождей клана Мейтленд и графов Лодердейл

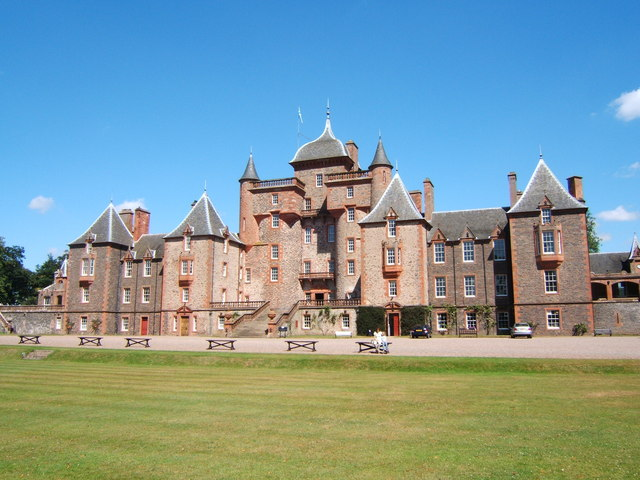
Замок Терлстейн, историческая резиденция вождей клана Мейтленд

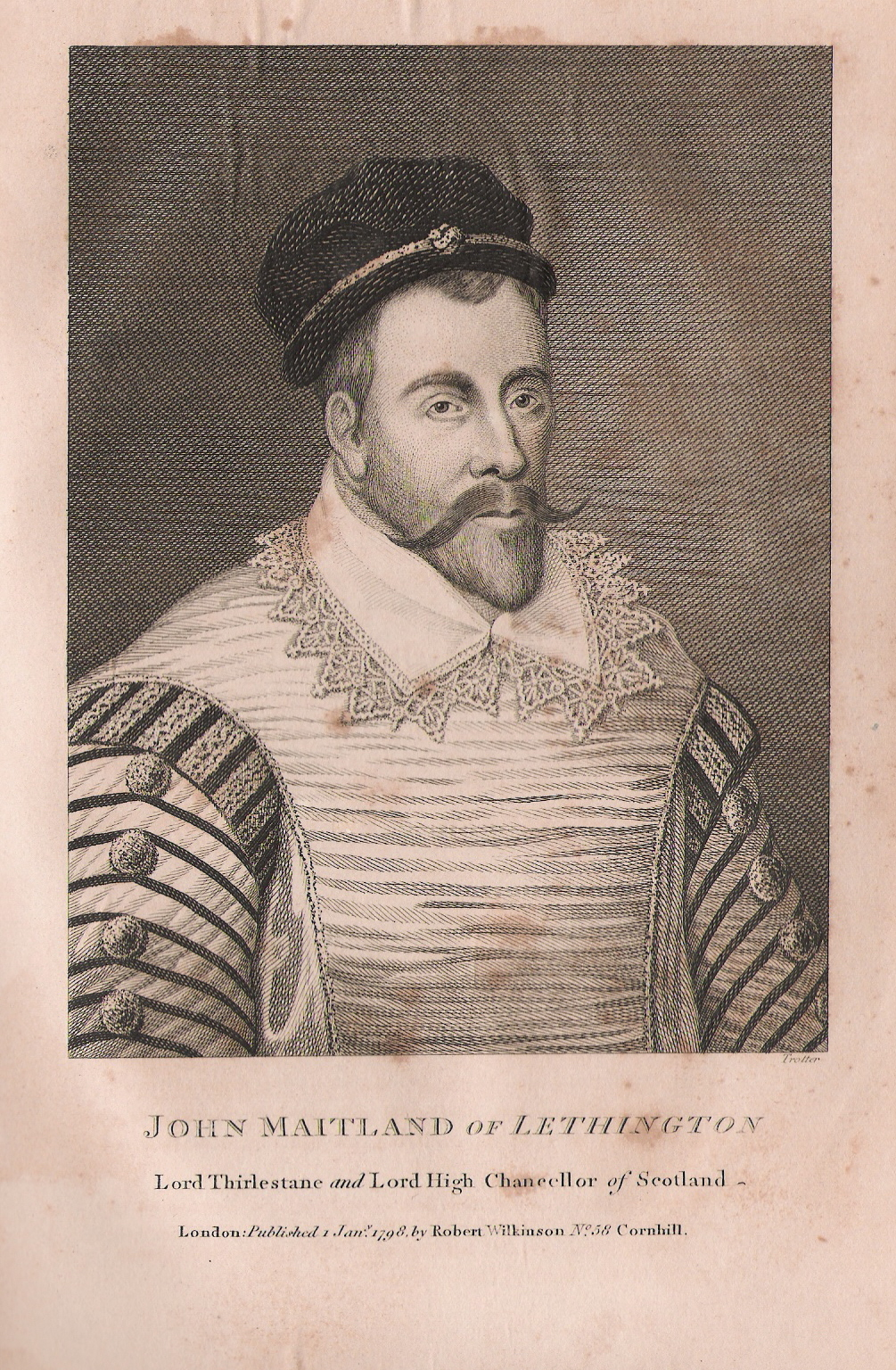
Джон Мейтленд, 1-й лорд Мейтленд из Терлстейна (1537—1595)

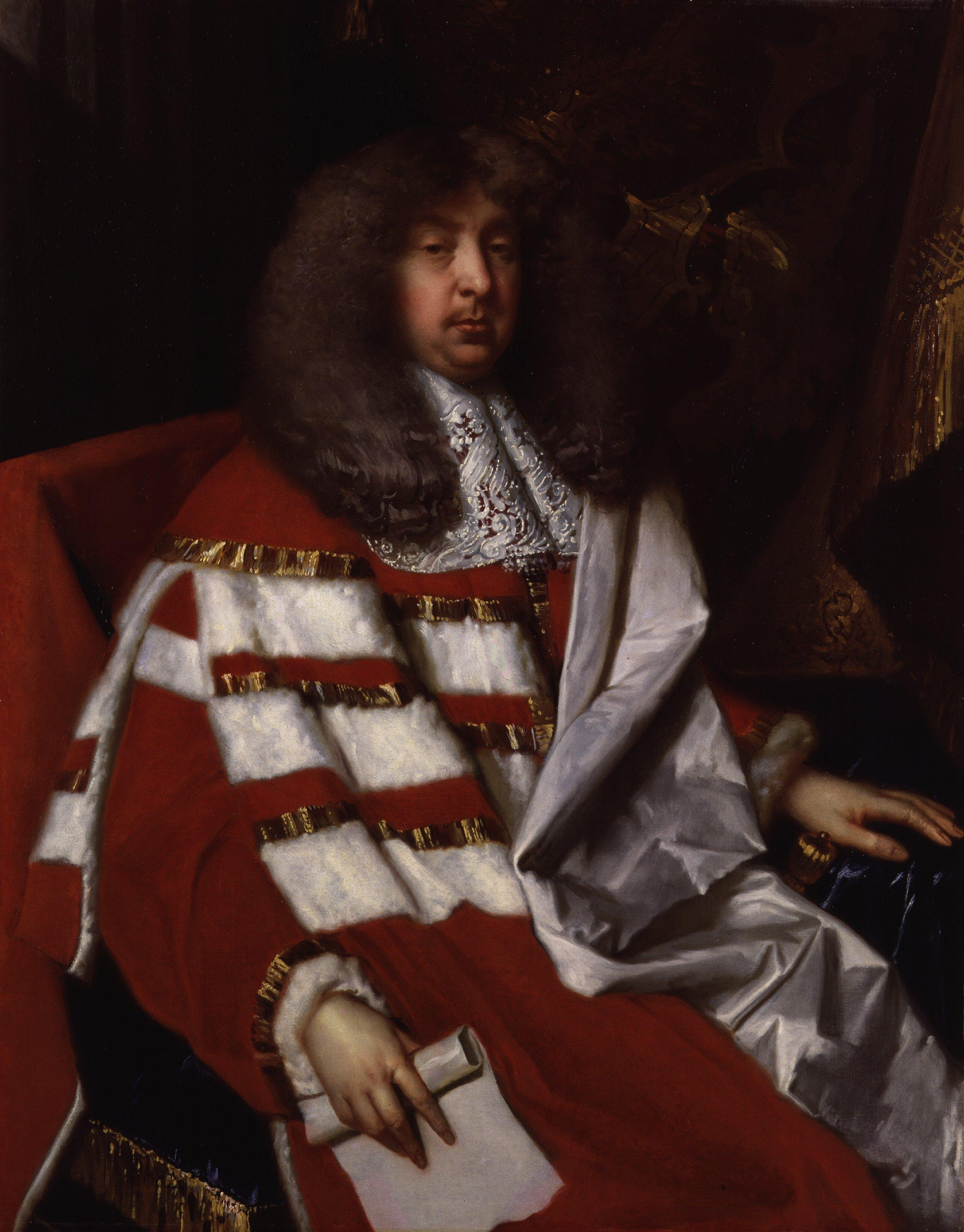
Джон Мейтленд, 1-й герцог Лодердейл (1616—1682)

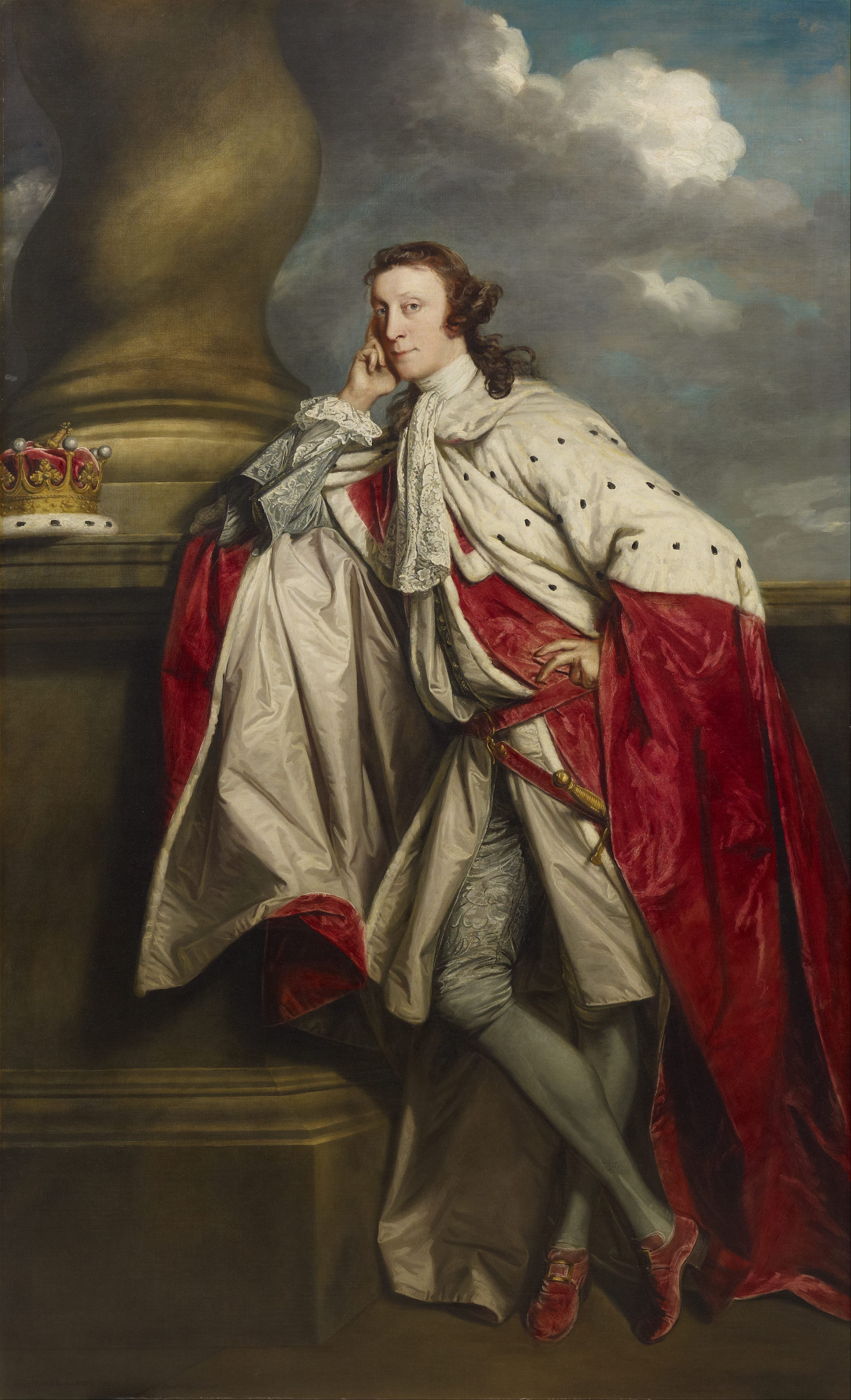
Джеймс Мейтленд, 7-й граф Лодердейл (1718—1789)

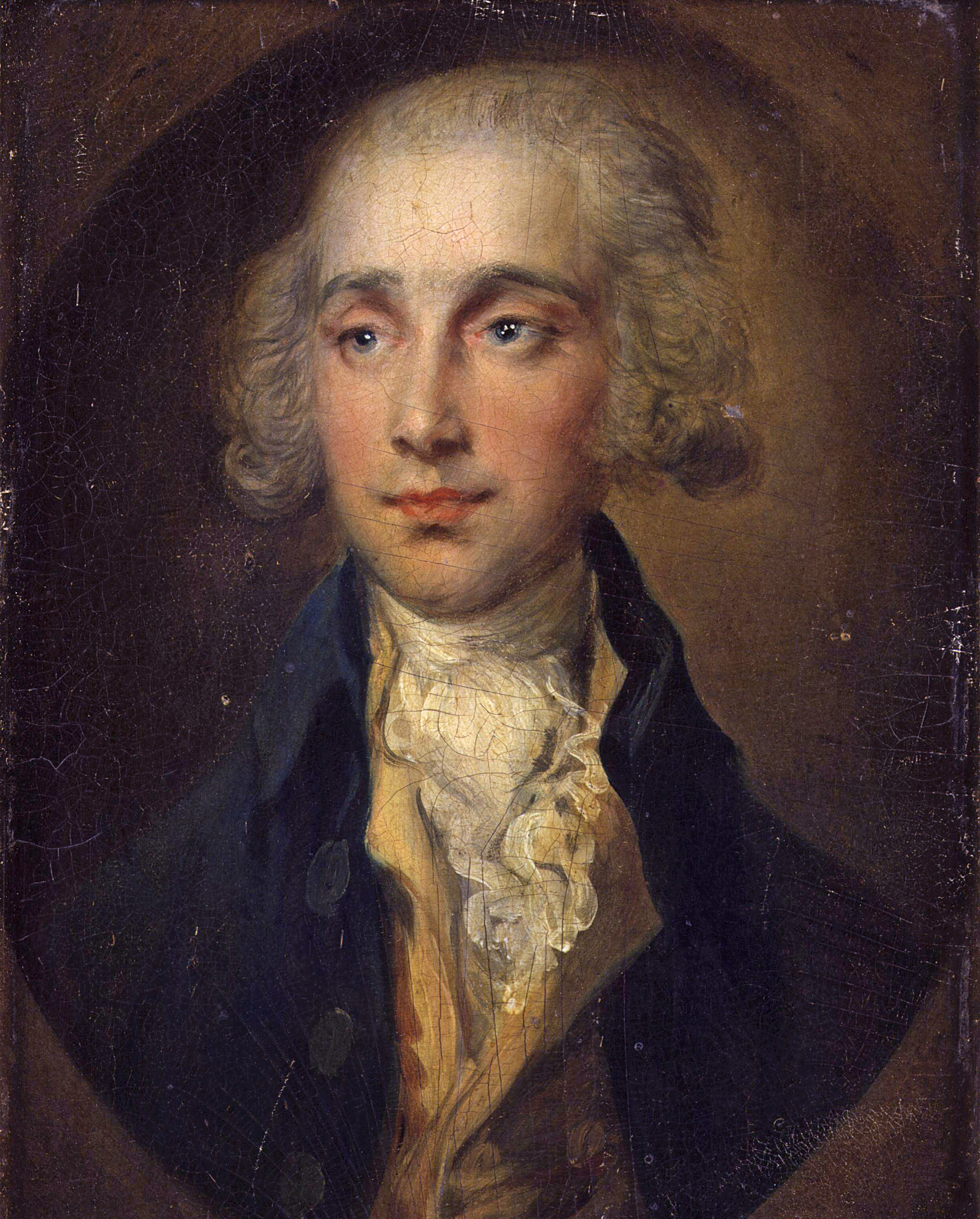
Джеймс Рейтленд, 8-й граф Лодердейл (1759—1839)

Клан Мейтленд (шотл. — Clan Maitland) — один из кланов равнинной части Шотландии (Лоуленда).
- Девиз клана: Consilio et animis — Мудрость и мужество (лат.)
- Вождь клана: Иэн Мейтленд (шотл. — Ian Maitland) — 18-й лорд Лодердейл[1], виконт Лодердейл, лорд Мейтленд из Терлстейна, виконт Мейтленд, лорд Терлстейн и Болтон, 14-й баронет Мейтленд из Раверлига[2]
- Резиденция вождя клана: Замок Терлстейн
- Союзные кланы: Сетон, Кэмпбелл
- Враждебные кланы: Гордон

## История клана Мейтленд

### Происхождение клана Мейтленд
Название клана имеет нормандское происхождение и в давние времена писалась как Mautalent, Matulant, Matalan — Мауталент, Матулант, Маталан и др. варианты. Это слово можно перевести с нормандского как «злой гений». Возможно, основатель клана Мейтленд происходил от одного из сподвижников герцога Нормандии Вильгельма Завоевателя, который после завоевания Англии поселился в Нортумберленде. Название клана в своем древнем написании встречается в древних грамотах относительно земельных пожалований. Есть разные предположения относительно значений этого названия. Есть предположение, что оно означает «бедный ум» или «плохой талант». Шотландский историк Александр Нисбет предполагал, что название происходит от латинского mutilatus in bello, что означало «покалеченный на войне».
Во время правления короля Шотландии Александра III, сэр Ричард Матулант приобрел земли Терлстон (гэл. — Thirleston), Блайт та Геддервик (гэл. — Hedderwick). Он стал одним из крупнейших баронов в Шотландском приграничье. Он получил во владение земли Терлстейн (гэл. — Thirlestane) в результате брака с Авицией, дочерью и наследницей Томаса де Терлстейна.

### XIV век — Война за независимость Шотландии
Сэр Уильям Мейтленд из Терлстейна поддержал Роберта Брюса в борьбе за независимость Шотландии и принимал участие в победной битве при Бэннокбёрне в 1314 году. Его сын, сэр Роберт Мейтленд, унаследовал земли своего отца, а также получил королевскую грамоту на владение землями Летерингтон в окрестностях Хаддингтона от сэра Джона Гиффорда в 1345 году. У него было трое сыновей: Джон, Уильям и Роберт. Роберт был родоначальником линии клана Мейтленд из Абердиншира, старшая ветвь которой жила в Balhargardy около Инверури. Наследники Уильяма были известны как Летингтоны. Старший сын Джон принимал участие в заговоре Джорджа Данбара, 1-го графа Марча, который был его родственником.
Роберт Мейтланд, сын Уильяма, сдал замок Данбар графу Дугласу и в результате чего избежал участие в гибели своего дяди Джона. Наследник сэра Роберта Мейтленда — Уильям Мейтленд из Летингтона получил королевскую грамоту, в которой были подтверждены его права на владения землями Блайт, Геддервик та Толлус.

### XVI век — англо-шотландские войны
Правнук Уильяма Мейтленда, Уильям Мейтленд, погиб в битве при Флоддене в 1513 году. Сын и наследник рыцаря Мейтленда, который был убит при Флоддене — сэр Ричард Мейтленд (1496—1586) был назначен судьей и лордом-хранителем королевской печати Шотландии.
Сэр Ричард Мейтленд имел сыновей. Старший сын Уильям Мейтленд (1525—1573), вошел в историю Шотландии как секретарь Летингтон. Он был доверенным лицом королевы Шотландии Марии Стюарт. Его подозревают (и не безосновательно) в причастности к убийству Давида Риччо, который был секретарем королевы Марии Стюарт, хотя его помиловали и разрешили вернуться из изгнания через год. Он поддержал брак Марии Стюарт с Джеймсом Хепберном, 4-м графом Ботвеллом, но позже он присоединился к вождям шотландских кланов, которые выступали против королевы в битве под Карбкерри-Хилле, а также в битве при Лангсайде. Мейтленд присутствовал на коронации младенца Якова VI Стюарта в 1567 году, но сохранил в тайне общения с королевой во время ее побега из замка Лох-Ливен. В результате Мейтленд был объявлен предателем постановлением парламента в июне 1573 года. Его сын умер, не оставив потомков, и ему унаследовал его брат — Джон Мейтленд, 1-й лорд Мейтленд из Терлстейна (1537—1595). Сэр Джон Мейтленд получил титул 1-го лорда Терлстейна и вступил в брак с наследницей лорда Флеминга. Он занимал посты лорда-хранителя королевской печати (1567—1571, 1581—1583) и лорда-канцлера Шотландии (1586—1595), а его сын Джон Мейтленд (ум. 1645) получил титул графа Лодердейла. Его сестра Энн Мейдленд (1589—1609) вышла замуж за Роберта, 2-го лорда Сетона (1585—1634), сына 1-го графа Уинтона. Через браки с членами кланов Флеминг и Сетон клан Мейтленд стал лояльным сторонником королевы Марии Стюарт, даже тогда, когда она была свергнута с престола.

### XVII век — Гражданская война на Британских островах
Единственный сын вождя клана — Джон Мейтленд, 1-й лорд Мейтленд из Терлстейна, получил титул 1-го графа Лодердейла в 1616 году . Джон Мейтленд, 1-й граф Лодердейл, был председателем Верховного суда Шотландии . Его сын, Джон Мейтленд, 2-й граф Лодердейл (1616—1682), получил титул герцога Лодердейла в 1672 году. Он был роялистом и боролся за короля Англии и Шотландии Карла II Стюарта, принимал участие в битве при Вустере в 1651 году, где он попал в плен и был заключен в тюрьму в Лондонском Тауэре (провел там девять лет) . После реставрации монархии в 1660 году он стал одним из самых влиятельных людей в Шотландии и получил титул герцога в 1672 году . Но он был первым и последним герцогом Лодердейл. Герцог использовал архитектора, сэра Уильяма Брюса, для преобразования своего замка Терлстейн в ренессансный дворец .

### XVIII век — Восстание якобитов
В 1745 году вспыхнуло в Шотландии второе восстание якобитов. «Новый претендент» Чарльз Эдвард Стюарт находился во дворце Терлстейн, его армия расположилась у дворца на землях клана Мейтленд после битвы при Престонпансе. Но клан Мейтленд не фигурировал среди сторонников якобитов, и в результате этого клан избежал конфискации земель, имений и имущества в отличие от других шотландских кланов .

### XIX век — Наполеоновские войны
Во время битве при Ватерлоо генерал сэр Перегрин Мейтленд (1777—1854) командовал гвардейским пехотным полком . Император Франции Наполеон I позже сдался капитану королевского военно-морского флота Великобритании Фредерику Мейтленду (1763—1848) .

### Замки клана Мейтленд
- Замок Терлстейн (шотл. — Thirlestane Castle) — резиденция вождей клана Мейтленд.
- Замок Тиббер (шотл. — Tibber Castle) — замок получил во владение в 1369 году Джон Мейтленд из Терлстейна от графа Марча, чья сестра Агнесса вступила в брак с Джоном Мейтлендом в это время. Их сын — сэр Роберт Мейтленд получил от короля грамоту на владение землями возле замка.
- Замок Леннокслав (шотл. — Lennoxlove Castle) — он же замок Летингтон, до 1682 года не принадлежал клану Мейтленд. Затем замок перешел в собственность клана Блантайн-Стюарт, сегодня принадлежит герцогам Гамильтон с 1946 года.

### Вождь клана
После смерти 2 декабря 2008 года сэра Патрика Фрэнсиса Мейтленда, 17-го графа Лодердейла (1911—2008), главой клана Мейтленд стал его старший сын и наследник, Иэн Мейтленд (род. 1937), 18-й граф Лодердейл, виконт Лодердейл, виконт Мейтленд, лорд Мейтленд из Терлстейна, лорд Терлстейн и Болтон, 14-й баронет Мейтленд из Раверлига.